# Ophiura ophiura
Ophiura ophiura (лат.) — типовой видtypus рода Ophiura семейства Настоящие офиуры (Ophiuridae). Обитает на морском дне у побережья северо-западной Европы.

## Внешний вид
Ophiura ophiura имеет центральный диск шириной до 3,5 см и пять радиально расположенных узких лучей, каждая длиной до 14 см. Общий цвет пятнистый красновато-коричневый с более бледной оральной стороной. Как верхняя, так и нижняя сторона диска покрыты известковыми пластинками. Лучи соединены с верхней частью диска и дополнительные небольшие сочленяющиеся пластинки позволяют лучам сгибаться из стороны в сторону. Небольшие шипы на лучах расположены плашмя на поверхности. Четыре более крупные пластины расположены поперёк корня каждого луча, причём внешняя пара имеет гребневидный край, с 20-30 тонкими сосочками на каждой. Пара пор видна между нижними пластинами у корня лучей. Пять больших пластин ротового щитка находятся на нижней стороне диска, которые окружают центральный рот. Зубы расположены в вертикальном ряду над каждой из пяти челюстей, и около пяти ротовых сосочков находятся на каждой стороне челюсти.

Ophiura ophiura
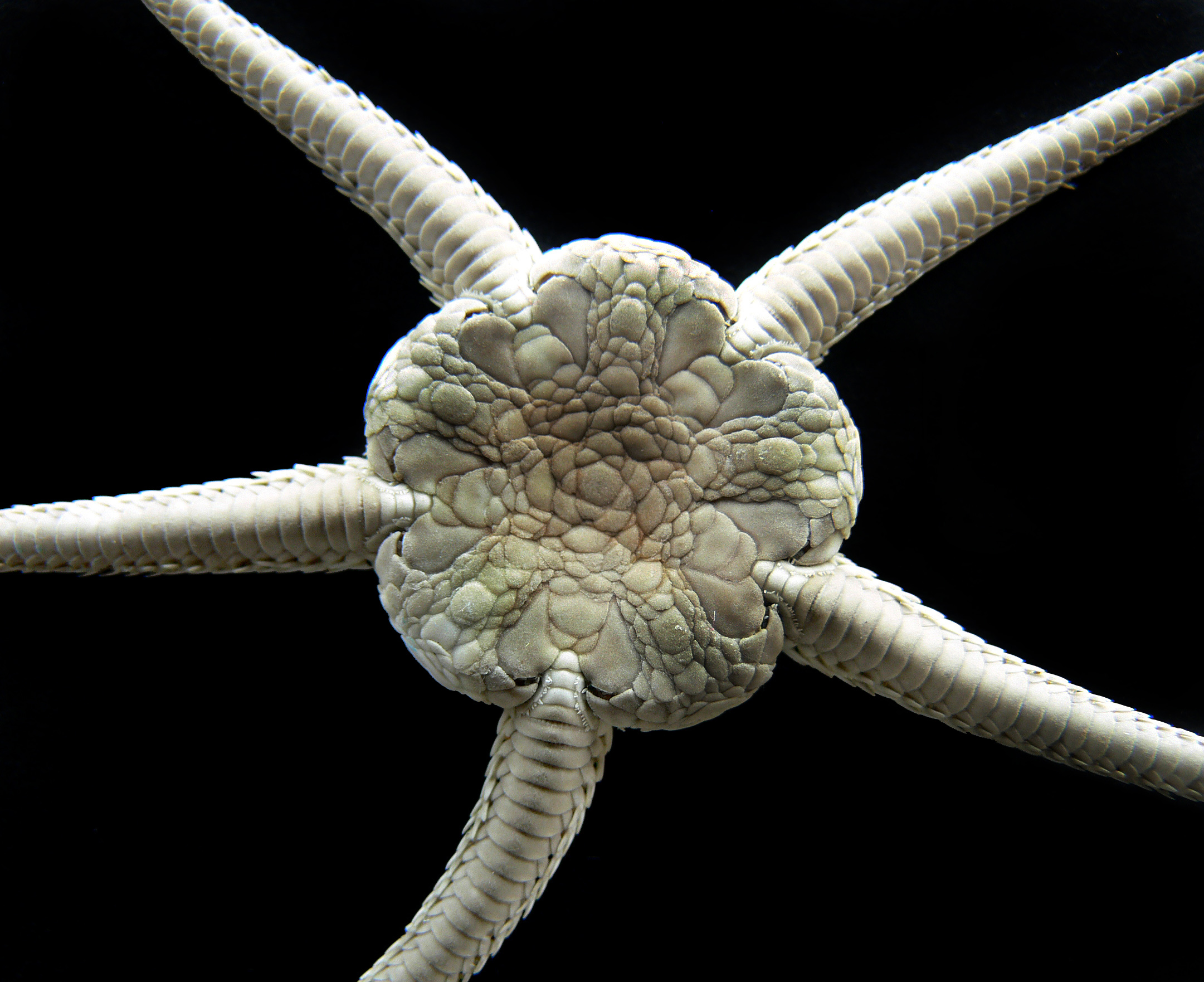
Аборальная сторона
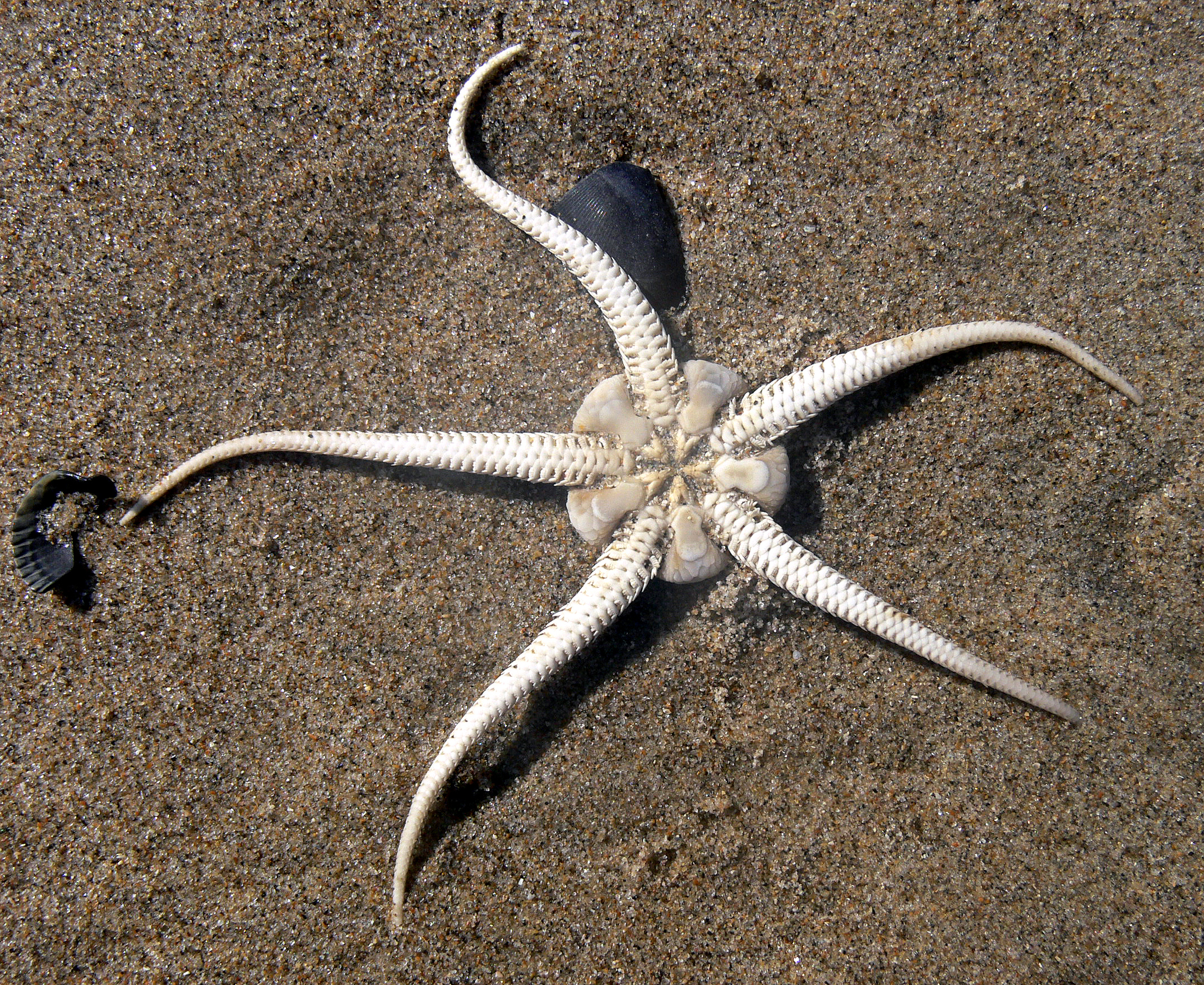
Оральная сторона
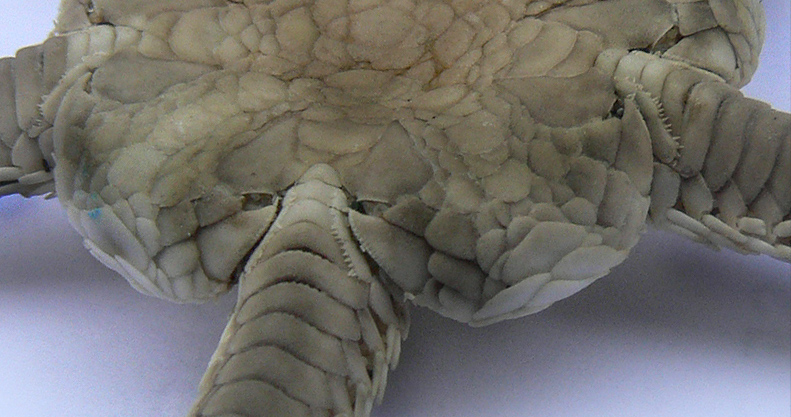
Корни лучей
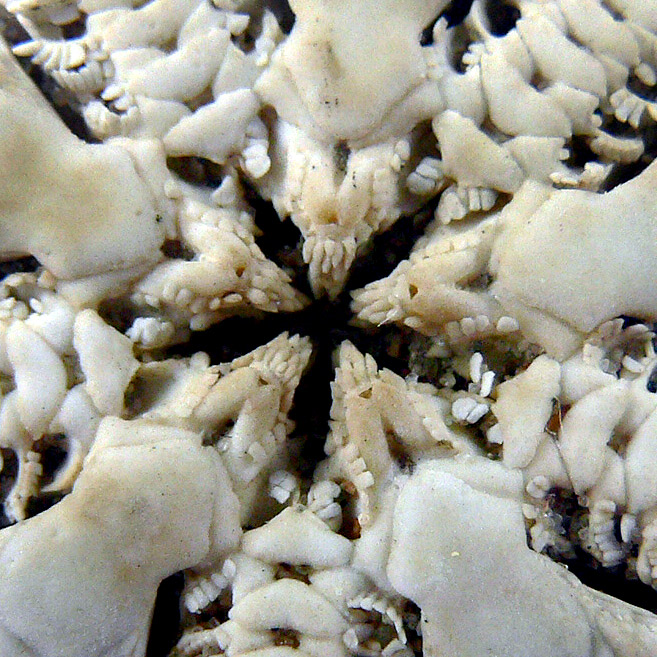
Рот

## Распространение и местообитание
Ophiura ophiura встречается на морском дне северо-восточной части Атлантического океана и Северного моря, от Норвегии и Швеции к югу до Мадейры и Средиземного моря. Обитает ниже уровня отлива в неритической зоне на глубине около 200 м, на песчаном дне. Предпочитает мелкозернистые отложения с содержанием ила около 35 %. Это распространённый вид, в отдельные годы встречающийся в Северном море в количестве от 20 до 50 особей на квадратный метр.

## Биология
Этот вид — активная офиура, передвигающаяся с помощью резких движений лучей и иногда зарывающаяся в грунт. Она фильтрует пищу, используя широкий спектр пищи, но также является донным хищником и детритофагом. Способна регенерировать свои конечности, если они повреждены или оторваны.
Половое размножение происходит летом. Личинки — типичные личинки офиоплутеуса офиур, которые позже оседают на морском дне и развиваются в молодь.

## Экология
Веслоногий рачок, Parartotrogus richardi, является эктопаразитом O. ophiura.
При промысле креветок норвежский омар (Nephrops norvegicus) в море Клайд в Шотландии нежелательными беспозвоночными, попадающими в трал, являются O. ophiura, а также морская звезда красный астериас (Asterias rubens). Исследование, проведённое с целью выяснить выживаемость этих животных после того, как их выбросили и вернули в воду, показало, что смертность неповрежденных красных астериасов составляла 4 %, тогда как практически все O. ophiura погибали в течение 14 дней, даже если их возвращали в море сразу после поимки.
В другом исследовании изучалась скорость опускания на дно выброшенных беспозвоночных и их дальнейшая судьба. O. ophiura опускалась относительно медленно и становилась добычей морских птиц, а её щупальца поедала рыба. На морском дне их останки поедали бентосные падальщики, среди которых выделялись шримсы и крабы, такие как Carcinus maenas и Liocarcinus depurator. Через шесть часов от них остались лишь конечности ракообразных и диски офиур. Краб рак-отшельник обыкновенный (Pagurus bernhardus) был наиболее вероятным падальщиком, поедавшим O. ophiura в ловушках с приманкой.

## Эволюция

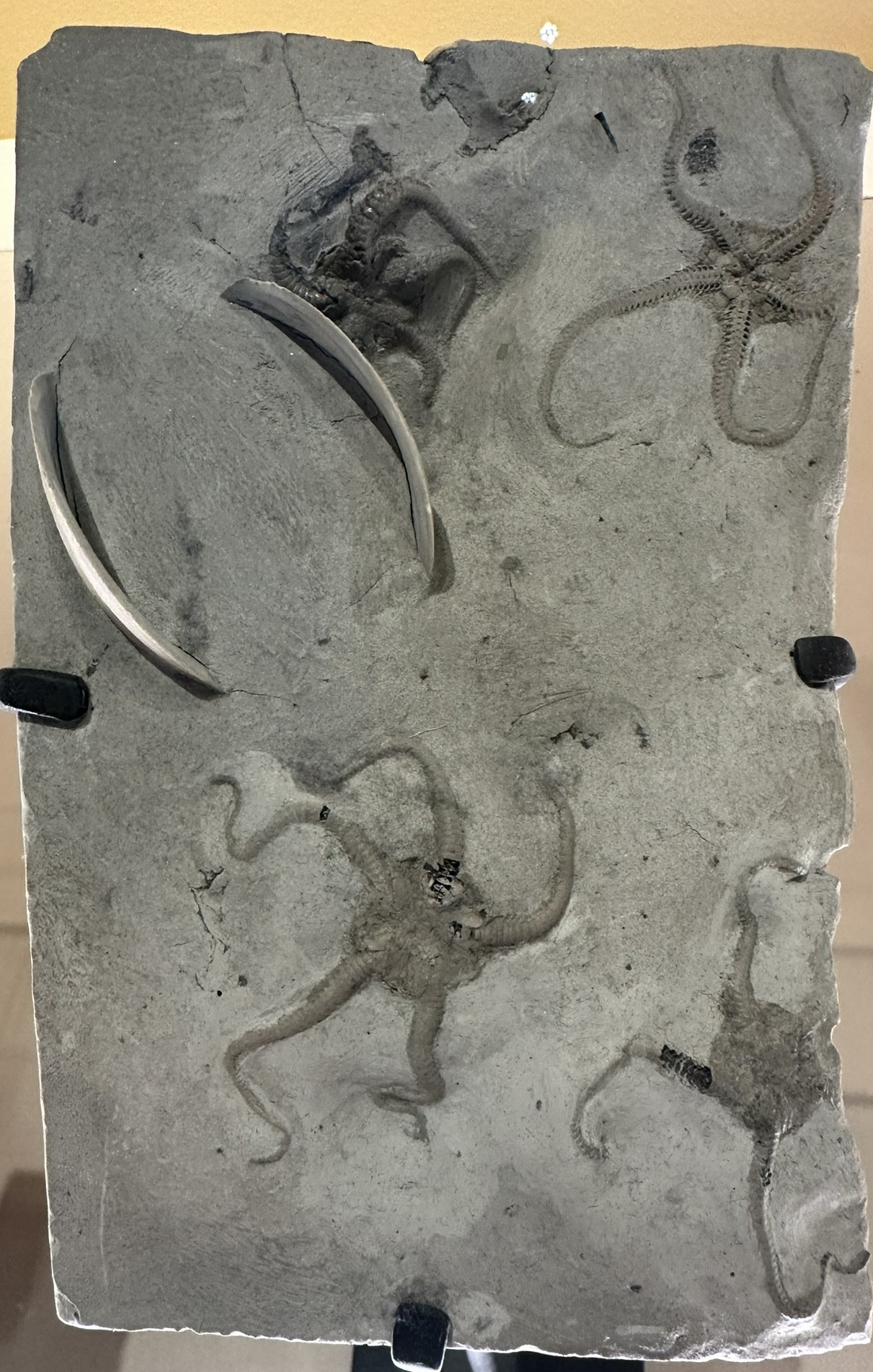
Ископаемые O. ophiura из Пармы (Природный и научный музей Перо).

В позднеплиоценово-раннеплейстоценовом и раннеплейстоценовом окаменелостях близ Пармы (Италия), были обнаружены исключительно хорошо сохранившиеся окаменелости Ophiura ophiura (=Ophiura texturata). Они обитали в прибрежной экосистеме палео-Адриатического моря в периоды гипоксии; во время гипоксии их заменяет более устойчивая Ophiura albida.